# 25 Phocaea
25 Phocaea este un asteroid din centura de asteroizi. A fost descoperit de Jean Chacornac la 6 aprilie 1853. A fost primul său asteroid dintr-un total de șase. Este numit după Phocaea (Φώκαια), un oraș antic ionian, azi Foça, Turcia.
Phocaea a fost studiat prin radar.